# Jean-Daniel Causse
Pour les articles homonymes, voir Causse.
Jean-Daniel Causse, né le 18 juin 1962 à Nîmes et mort le 8 juin 2018 à Montpellier, est un théologien protestant, psychanalyste et professeur en études psychanalytiques à l'université Paul-Valéry-Montpellier.

## Biographie
Jean-Daniel Causse obtient une maîtrise de théologie à la faculté de théologie protestante de Montpellier en 1985. Il devient pasteur de l'Église réformée de France, dans les Hautes-Pyrénées de 1985 à 1991 puis à Montpellier de 1991 à 1997,.
En 1996, il soutient une thèse de doctorat intitulée L'amour de Dieu : démystifications et relectures théologiques, à la faculté de théologie protestante de Strasbourg, sous la direction d'André Birmelé. De 1997 à 2007 il est maître de conférences, puis professeur d'éthique à la faculté de théologie protestante de Montpellier. Il en est le doyen de 2004 à 2007. 
En 2007, il est nommé professeur à l'université Paul-Valéry-Montpellier  et directeur du laboratoire Centre de recherches interdisciplinaires en sciences humaines et sociales (CRISES). Il est professeur invité aux universités de Genève, de Neuchâtel, de l'université Laval et de Montréal au Québec. Il est chercheur associé à l'Institut des hautes études en psychanalyse de École normale supérieure de Paris. Il est membre de la Société de psychanalyse freudienne. 
Jean-Daniel Causse meurt le 8 juin 2018,.

## Domaine de recherche
Ses travaux portent sur l'articulation de la psychanalyse et des sciences religieuses, notamment les structures inconscientes de la croyance et ses dimensions cliniques, et l'amènent à étudier des auteurs tels que Luther, Freud, Bonhoeffer, Levinas, Lacan et Ricœur. Il s'intéresse aux questions d'éthique et publie plusieurs ouvrages avec les théologiens Élian Cuvillier et Denis Müller. Il a également dirigé, avec Henri Rey-Flaud, un ouvrage sur l'autisme.

## Publications

### Ouvrages
- La Haine et l'amour de Dieu, Labor et Fides, 1999.
- (co-dir) La Filiation interrogée, avec Xavier Lacroix, Paris, Le Cerf, 2003.
- (co-dir) Mythes grecs et mythes bibliques. L'humain face à ses dieux, avec Élian Cuvillier, Paris, Le Cerf, 2007.
- Figures de la filiation, Paris, Le Cerf, 2008.
- L'Instant d’un geste. Le sujet, l’éthique et le don, Labor et Fides, 2008.
- (co-dir.) Introduction à la théologie systématique, avec André Birmelé, Pierre Bühler et Lucie Kaennel, Labor et Fides, 2008.
- (co-dir.) Introduction à l’éthique. Penser, croire, agir, avec Denis Müller, Labor et Fides, 2009.
- (co-dir) Croyance et communauté, avec Henri Rey-Flaud, Paris, Bayard, 2010.
- Divine violence. Approche exégétique et anthropologique, en collaboration avec Élian Cuvillier et André Wénin, Paris, Le Cerf, 2011.
- (co-dir.) Les Paradoxes de l'autisme, avec Henri Rey-Flaud, Toulouse, Érès, 2011.
- Traversée du christianisme. Exégèse, anthropologie, psychanalyse,  en collaboration avec Élian Cuvillier, Paris, Bayard, 2013 (traduction espagnole : Viaje a través del cristianismo. Exégesis, antropología, psicoanálisis, (Presencia Teológica), Bilbao, Loyola, 2015).
- (co-dir.) Politiques des frontières. Tracer, traverser, effacer, avec Guilhen Antier et Céline Rohmer, Paris, Le Cerf, 2017.
- Lacan et le christianisme, CampagnePremière, 2018  (ISBN 9782372060417).

### Articles
- « Au-delà de l’Œdipe ? La filiation et la question du père », Revue d'éthique et de théologie morale, n° 297, 2018, p. 29-40 [lire en ligne].
- « Luther et la question de la conscience. Problématisation et esquisse d’enjeux contemporains », Revue d’éthique et de théologie morale, 293, mars 2017, p. 43-52.
- « Lacan, le christianisme et la doctrine de la grâce », Figures de la psychanalyse, 34, 2017, p. 83-93.
- « Qu’est-ce que la vérité ? Lacan et le christianisme », Essaim 37, 2016, p. 7-18.
- « L’incomplétude de la vérité et la force du témoignage », Laval Théologique et philosophique, 71, 1 (février 2015), p. 15-27.
- « Il vient. Dialogue avec John D. Caputo et sa théorie de l’événement », Études Théologiques et Religieuses, 90, 2015, p. 417-431.
- « Le malaise dans la culture : une crise permanente ? », Recherches de Science Religieuse, 102/2 (2014), p. 227-239
- « Kierkegaard, le christianisme et l’ombre de la mélancolie », in Pierre Bühler (éd), Søren Kierkegaard (1813-1855). À l’occasion du bicentenaire de sa naissance, Revue de théologie et de philosophie, 145, 2013, p. 281-295.
- « Kierkegaard et le pseudonyme. Une figure de la vérité », Études Théologiques et Religieuses, 88, 2013, p. 549-557.
- « La dialectique de la croyance et de la foi au regard de la psychanalyse de Jacques Lacan » in : Pierre Gisel et Serge Margel (dir.), Le croire au cœur des sociétés et des cultures. Différences et déplacements, Paris, Brepols (Bibliothèque de l’École des Hautes Études, Sciences Religieuses, 148), 2012, p. 189-198.
- « Lacan avec saint Paul. Loi, désir et grâce », Laval théologique et philosophique,  68, 3, octobre 2012, p. 541-551.
- « Psychanalyse, mort de Dieu et kénose », Laval théologique et philosophique, 67, février 2011, p. 25-35.
- « Métaphore paternelle, judaïsme et christianisme. Une lecture de Jacques Lacan », Études Théologiques et Religieuses 82, (2007), p. 249-266.